# Kraft Heinz Company
Kraft Heinz Company, ook wel bekend als KHC, is een Amerikaanse multinational in voedingsmiddelen met het hoofdkantoor in Pittsburgh (Pennsylvania). Het is in 2015 ontstaan na de overname van Kraft Foods door H.J. Heinz Company. De combinatie is verder gegaan onder de naam 'Kraft Heinz Company'.

## Geschiedenis
Heinz is opgericht in 1869 door Henry John Heinz in Sharpsburg, Pennsylvania. De geschiedenis van Kraft Foods gaat terug tot 1903. In dat jaar werd het door James L. Kraft opgericht als kaasbedrijf.
In maart 2015 maakte Heinz de overname van Kraft Foods bekend. De combinatie is verdergaan als The Kraft Heinz Company met een totale jaaromzet van US$ 28 miljard. Het bedrijf voert in Nederland en België ook lokale merken als Brinta, De Ruijter, Venz, Honig, Karvan Cévitam, en Roosvicee. Kraft Heinz had in 2016 een jaaromzet van rond de 26 miljard euro, waarvan bijna 70% werd gerealiseerd in de Verenigde Staten. Berkshire Hathaway is de grootste aandeelhouder met een belang van iets meer dan 26% in 2021.
Op 17 februari 2017 kwam in het nieuws dat KHC een bod had gedaan ter waarde van US$ 143 miljard op Unilever. Het bestuur van het bedrijf wees het bod af. Nog geen twee dagen later, op 19 februari, gaf Kraft Heinz de poging op, mede omdat de Britse premier Theresa May opdracht had gegeven voor een onderzoek naar de overname.
In september 2020 bereikte KHC een overeenkomst met de Franse zuivelproducent Lactalis. De laatste heeft een deel van de kaasactiviteiten gekocht voor US$ 3,2 miljard. De verkoop omvatte kaasmerken zoals Breakstone's, Knudsen en Cracker Barrel voor de Verenigde Staten en Cheez Whiz dat buiten Noord-Amerika op de markt wordt gebracht. Deze activiteiten hadden een jaaromzet van US$ 1,8 miljard en er zijn 750 medewerkers overgegaan naar de nieuwe eigenaar. 
Op 11 februari 2021 werd de verkoop van de notenactiviteiten aangekondigd, inclusief het merk Planters. De koper is Hormel Foods Corporation die hiervoor US$ 3,35 miljard heeft betaald. Deze transactie werd op 7 juni afgerond.

## Resultaten
Kraft Heinz heeft een boekjaar dat stopt op de laatste zaterdag van december. De lengte van het boekjaar duurt meestal 52 en soms 53 weken. Bijna drie kwart van de omzet werd behaald in Noord-Amerika en de resterende kwart in de rest van de wereld. De grootste klant is Walmart, dit bedrijf neemt een vijfde van de omzet van KHC voor zijn rekening. In 2017 was de winst extra hoog door een verandering in de Amerikaanse belastingwetgeving hetgeen een buitengewone bate opleverde van US$ 7,5 miljard. In 2018 leed het een groot verlies door afwaarderingen van goodwill en andere immateriële activa op de balans. Deze afboekingen drukten het resultaat met zo'n US$ 13,5 miljard.
| Jaar | Omzet           | Netto- resultaat | Aantal werknemers |
| Jaar | (× US$ miljoen) | (× US$ miljoen)  | Aantal werknemers |
| ---- | --------------- | ---------------- | ----------------- |
| 2015 | 18.338          | −266             | 42.000            |
| 2016 | 26.300          | 3416             | 41.000            |
| 2017 | 26.076          | 10.941           | 39.000            |
| 2018 | 26.268          | −10.192          | 38.000            |
| 2019 | 24.977          | 1935             | 37.000            |
| 2020 | 26.185          | 356              | 38.000            |
| 2021 | 26.042          | 1012             | 36.000            |
| 2022 | 26.485          | 2363             | 37.000            |
| 2023 | 26.640          | 2855             | 36.000            |